# 克萊鎮區 (阿肯色州布拉德利縣)
克萊鎮區（英語：Clay Township）是位於美國阿肯色州布拉德利縣的一個行政鎮區。

## 地方資料
克萊鎮區的面積為160.87平方千米，當中陸地面積為160.87平方千米，而水域面積為0.00平方千米。根據2010年美國人口普查的數據，當地共有人口568人，而人口密度為每平方千米3.53人。